# コルグ・WAVESTATIONシリーズ
WAVESTATION（ウェーブステーション）はかつてコルグが製造、販売したシンセサイザーの型番・商品名である。
デジタルサンプリングされたPCM方式の基本波形を連結して新しい原音波形を作り出す音源方式ベクトル・シンセシス機能を持っており、コルグではav（Advanced Vector）シンセシス・システムと呼んでいる。シーケンシャル・サーキットのプロフェットVSを開発したスタッフの一部が開発スタッフに参加しており、またシーケンシャル・サーキットの創業者である(デイヴ・スミス)は同機の開発にアドバイザーとして参加している。

## 機能の概要
多数の波形データのほとんどは極端に短く(シングルサイクルウェーブが多数を占める)、それらをそのままオシレータに使用することはもちろん可能だが、その他に、それを最大32個(ステップと本機では呼ぶ)つなぎ合わせることで1つの新たな波形とみなし、それをオシレータに使用することが可能である。個々のステップは音階・音量・発音時間・クロスフェード時間の4つが設定可能で、さらに、ループ開始ステップ・終了ステップ・ループ回数を設定することによって、まるで新たに創造した1つの波形のように発音することが可能である。これが本機の最大の特長である「ウェーブシーケンス」機能である。なお、ステップの発音時間およびクロスフェード時間は外部MIDI機器のMIDIクロックに準じることが可能である。このウェーブシーケンスまたは通常の波形を最大4つレイヤーにすることができ、また、その4つの音量のミックス比をキーオン・キーオフ・ループ開始・ループ終了の各ポイントごとに設定が可能で(エンベロープやLFOで自動変化させることも可能)、これにさらにデジタルフィルターによる音色変化やデジタルアンプによる音量変化やLFOなどを加えたものが「パッチ」である。そして最大で8つのパッチをレイヤーにしてデジタルエフェクターを設定したものが「パフォーマンス」であり、演奏中はこのパフォーマンス単位でのみ音色を選択する。(パッチやウェーブシーケンスの演奏モードというものは存在しない。) またパフォーマンスでは、本機に備わっているジョイスティックを用いて各パッチ内の個々の波形の音量のミックス比をリアルタイムに手動変化させることが可能である。
フィルターでは不可能な音色変化や、リズミックなフレーズまで作成できるPCM方式のウェーブシーケンスをワンフィンガーで表現できる機能は非常に個性的で、このようなウェーブシーケンスやベクトルシンセシスを用いた複雑な音作りが楽しめる本シリーズはマニアや専門誌から絶賛を受けたが、初心者にはその複雑な音作りゆえにハードルが高かった。また、シンセサウンドの波形は高品質で充実していたが、反対に生楽器の波形はそのマルチサンプリングの個数がMシリーズ及びTシリーズと比べ少なく、ゆえに生楽器系の音に向いたシンセサイザーではなかった。
WAVESTATIONシリーズはすべて生産完了しているが、2008年まで生産販売していたOASYSやその後継機であるKRONOS、パーソナルコンピュータ向けのエミュレーションソフトウェア「KORG Legacy Collection」、そのiOS版とも言える「iWAVESTATION」にこのavシンセシス・システムは移植されている。

## WAVESTATIONのシリーズ

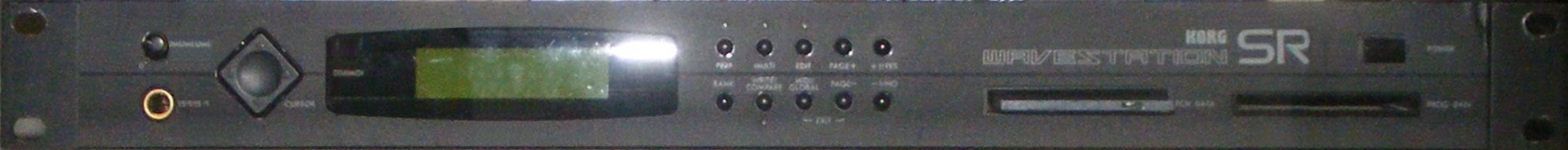
WAVESTATION SR

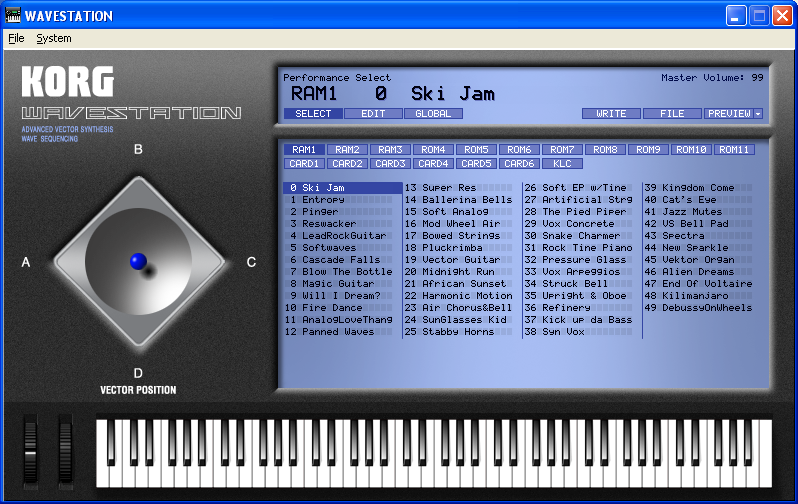
Legacy Collection WAVESTATION

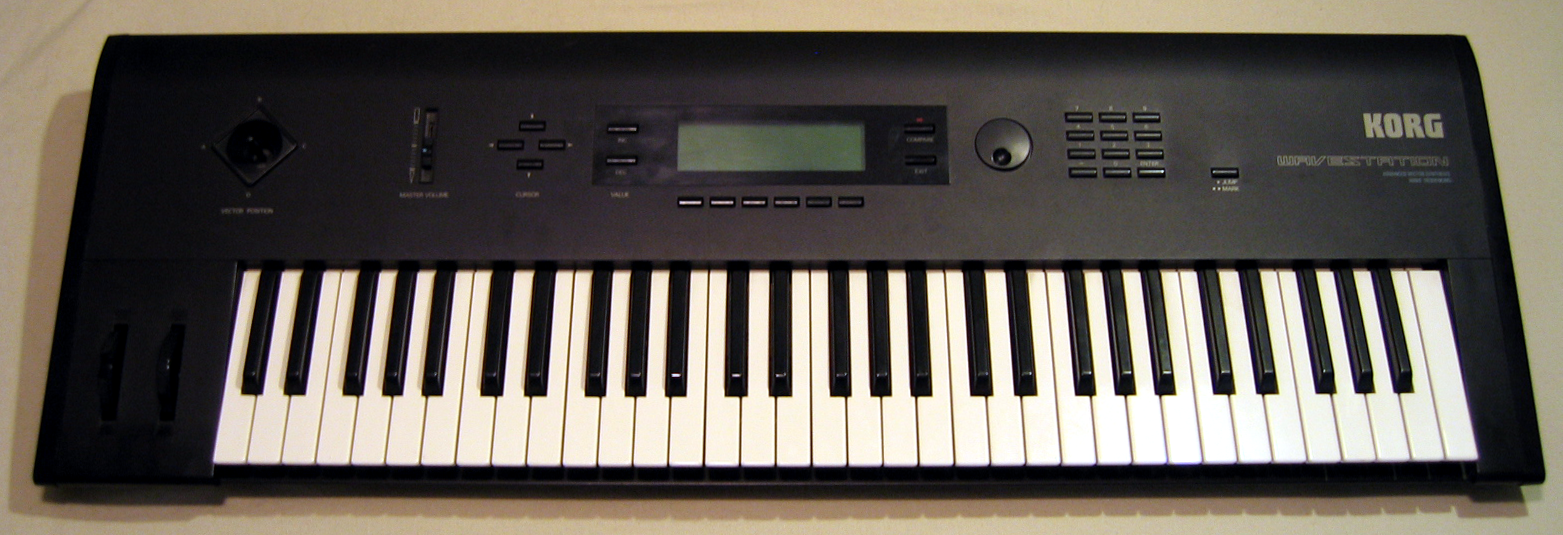
WAVESTATION
1990年6月発売。鍵盤数は61。32基のデジタル・オシレータ、32基のデジタル・フィルター、64基のエンベロープ・ジェネレータ、64基のLFO、47種のステレオ・マルチ・エフェクト2基搭載。

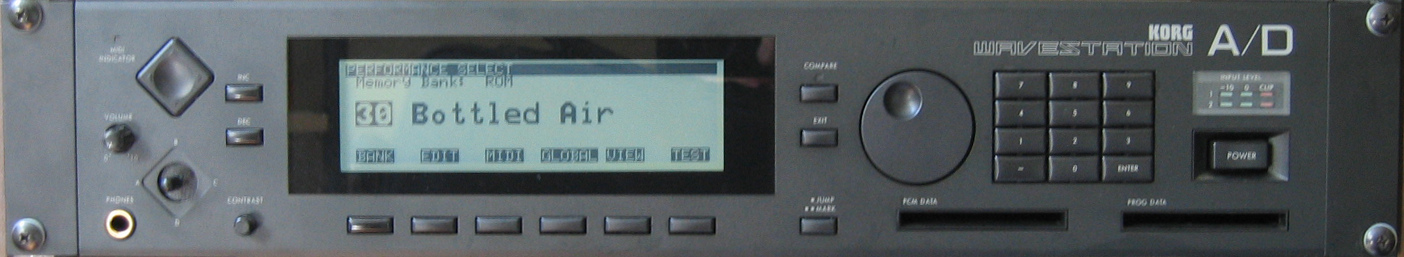
WAVESTATION A/D
1991年6月発売。2Uフルラックサイズ音源モジュール。上述のWAVESTATIONから鍵盤を取り除き、代わりにアナログ入力機能の追加、新たにPCMサンプル119波形の追加、ボコーダーなど8エフェクトの追加を施したモデル。また、ユーザ変更可能な音色バンクが1つ追加され、アナログ入力を用いたプリセット音色が工場出荷時にはここに書き込まれている。このモノラル仕様のアナログ入力端子は2本装備しており、オシレータのPCM波形選択項目にこの2つが新たに追加されているので、これを選択する形で使用する。あくまでオシレータにアナログ入力が選択できるというまでであり、一般的なサンプラーのように「デジタル変換された内容をまずはメモリに蓄え、時間差でそれらを後で指定して再生する」といったことはできない。また、この外部入力のモニター機能が追加されており、これと内蔵エフェクトのボコーダーを用いれば、単体でボコーダーとして利用可能である。ただし実際には音質はかなり悪く、評価の高い専用機のボコーダーの質には遠く及ばない。当時の定価は210,000円。
WAVESTATION EX
1992年4月発売。鍵盤数は61。上述のWAVESTATION(無印)に、A/Dと同じPCM波形119個の追加、A/Dと同じ8エフェクトの追加を施したモデル。なお、WAVESTATION(無印)の本体内にEXとの差分の回路部品「EXK-WS」を取り付けることにより、このEXにグレードアップすることができた。
WAVESTATION SR
1992年11月発売。1Uフルラックサイズ音源モジュール。波形およびエフェクトはA/DやEXと同じである。A/Dと異なり、外部音声入力端子は装備していない。パッチ及びパフォーマンスのROMバンクが大量に追加され、これによりプリセット音色が豊富となった。1Uサイズの小さな液晶画面および操作ボタン数の減少ということから、音色の自作ではなくプリセット音色を使用することを前提に設計されたものである。ただし、MIDIのシステム・エクスクルーシブ・メッセージによる音色データの送受信機能は従来通り存在するため、MIDI接続されたPCの音色エディタなどを用いれば、快適に音色の自作が可能である。なお、PCM音源部分の仕様がこれまでの無印・A/D・EXから変更され、音質が若干ハイファイになった。これにより、別売のPCMカードは従来の無印・A/D・EXで用いられたものは使用できず、別に新たに用意されたSR専用のものでないと使用できない。
WAVESTATION(PCソフトウェア「KORG Legacy Collection」の一部)
上述のWAVESTATION SRをベースにPCソフトウェア化したもの。VSTi/AU/RTAS対応で、各社のDAWソフトウェアのソフトウェア音源として使用することを前提に設計されているが、このソフトウェア単体（スタンドアローン)で使用することもできる。音質やプリセット音色はSRと同じだが、PC上に表示される画面は無印・A/D・EXのものをベースに若干改良を加えたものである。また、A/Dのような外部入力機能は存在しない(SRがモデルになっているため)。なお、Version 1.6ではフィルターにレゾナンス機能が追加された。
iWAVESTATION
AppleのモバイルデバイスiPadまたはiPhoneで動作する、iOSアプリケーションのWAVESTATION。フィルター部には、ハード版には存在しなかったレゾナンスも装備されている。なお、過去発売された全てのサウンドカードが、アプリ内課金にて購入可能である。